# Jan Ersa och Per Persa
Jan Ersa och Per Persa är en dikt av Gustaf Fröding. Den är publicerad i diktsamlingen Guitarr och dragharmonika (1891). Dikten handlar om de ständigt grälande Jan Ersa från Nackabyn och Per Persa från Backabyn, "de höllo aldrig fred".